# Fibiger (Mondkrater)
Fibiger ist ein Einschlagkrater auf dem Mond in der Nähe des Mondnordpols.
Er befindet sich in der Nähe des Kraters Byrd.
Benannt wurde er 2009 durch die IAU nach dem dänischen Pathologen Johannes Fibiger. 